# Antonio Cañizares Llovera
Antonio Cañizares Llovera, född 10 oktober 1945 i Utiel, provinsen Valencia, Spanien, är en spansk kardinal inom Romersk-katolska kyrkan. Han tjänade som ärkebiskop av Toledo från den 24 oktober 2002 till den 9 december 2008, då han av påven Benedictus XVI utnämndes till prefekt för Kongregationen för gudstjänstliv och sakramentsförvaltning. Han utnämndes av påven Franciskus den 28 augusti 2014 till ärkebiskop av Valencia, Spanien. Han lämnade biskopsuppdraget 2022. 

## Biografi
Antonio Cañizares Llovera föddes 1945 i Utiel i östra Spanien. Han studerade i Valencia och vid det påvliga universitetet i Salamanca, där han avlade doktorsexamen i teologi med särskild inriktning på kateketik. Han prästvigdes den 21 juni 1970 av José María García de la Higuera, ärkebiskop av Valencia. 
Cañizares Llovera förflyttades till stiftet Madrid och kom att undervisa i kateketisk teologi vid universitetet i Salamanca. I mars 1992 utnämndes han av påve Johannes Paulus II till biskop av Ávila och vigdes den 25 april samma år. I november 1996 blev han ledamot av Troskongregationen och utnämndes till ärkebiskop av Granada en månad senare.
I oktober 2002 utsågs Cañizares Llovera till ärkebiskop av Toledo och blev därmed primas för Romersk-katolska kyrkan i Spanien. Därtill utnämndes han till vice ordförande för den spanska biskopskonferensen.

### Kardinal Cañizares Llovera
Vid konsistoriet den 24 mars 2006 utsåg påve Benedictus XVI ärkebiskop Cañizares Llovera till kardinalpräst med San Pancrazio som titelkyrka. 
Benedictus XVI utnämnde honom den 9 december 2008 till prefekt för Kongregationen för gudstjänstliv och sakramentsförvaltning vid kurian i Vatikanen. Han efterträddes av Robert Sarah år 2014.
Kardinal Cañizares Llovera celebrerade den 21 april 2009 vid pontifikalaltaret i Roms katedral, San Giovanni in Laterano, mässan enligt den romerska ritens extraordinarie form, usus antiquior. Händelsen har rönt uppmärksamhet.